# Stadion Essen
El Stadion Essen es un estadio de fútbol en el distrito Essen, Bergeborbeck, Renania del Norte-Westfalia. La construcción comenzó el 1 de abril de 2011; la finalización de la primera fase de construcción operativa y la apertura asociada fue el 12 de agosto de 2012. El lugar es actualmente el lugar para los juegos de fútbol del equipo masculino del Rot-Weiss Essen de la Regionalliga West, también del SGS Essen de la Bundesliga Femenina.

## Historia

### Fase de planificación y construcción

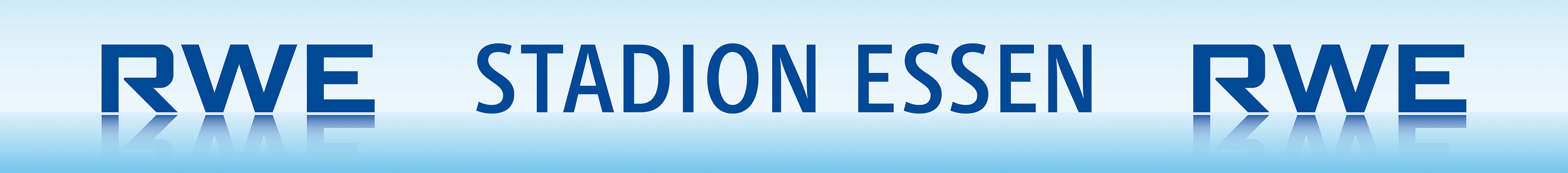
Logo del recinto.

Estaba claro mucho antes de que Essen necesitara un nuevo estadio. Varios informes confirmaron que la tribuna del Georg-Melches-Stadion, que tenía más de 60 años, estaba en ruinas. Acto seguido, el ayuntamiento de Essen decidió en una reunión extraordinaria el 28 de octubre de 2010, después de que el 28 de abril de 2010 el alcalde de la ciudad Reinhard Paß excluyera a la ciudad de participar en la construcción del nuevo estadio, pero decidió construir un nuevo estadio con capacidad de alrededor de 20 000 espectadores.
Un lanzamiento simbólico ya había tenido lugar en el sitio del nuevo estadio el 8 de agosto de 2009, poco antes de las elecciones locales en Essen. Poco después del inicio simbólico, la primera parte de la tribuna norte del antiguo estadio fue demolida y comenzaron los primeros movimientos de tierra.
Una vez finalizados los trabajos preparatorios (incluida la construcción de una carretera de construcción y el trabajo subterráneo), el trabajo estructural comenzó el 1 de abril de 2011. La construcción de la cubierta del edificio con la tribuna principal y la tribuna visitante se completó en enero de 2012, la tribuna opuesta en abril de 2012. Después de la finalización de las tribunas individuales, se instalaron los techos de la tribuna. Los techos de la tribuna tienen una superficie translúcida y flotan libremente para que los pilares no molesten al espectador.
El 30 de marzo de 2012, se llevó a cabo la ceremonia de inauguración en el interior del moderno edificio. En el curso posterior de los trabajos de construcción, el renovado edificio posee cabinas, control de dopaje y salas de árbitros, áreas V. I. P., oficinas y tiendas de abanicos de Rot-Weiss Essen, así como baños y quioscos del área principal de la tribuna y las otras dos tribunas terminadas.
Poco antes de que el estadio se abriera el 7 de agosto de 2012, RWE Deutschland AG, que se había hecho cargo de la mayoría de la financiación con la excepción de la ciudad con Sparkasse, por lo tanto, otorgó los derechos del estadio recibido, el nombre del estadio fue anunciado. Al igual que en la fase de planificación y construcción, el estadio debe llamarse Essen Stadium.
Después de mudar el club en el verano de 2012, el estadio se completó con la construcción de la tribuna. El antiguo estadio Georg Melches fue demolido y se construyó un espacio de estacionamiento en el área, que se puso en funcionamiento a finales de marzo de 2014.
Los costes totales para la construcción del estadio ascienden a 64 millones de euros, de los cuales 49,5 millones de euros para la construcción y los costos accesorios, 11,6 millones de euros para "costos preliminares y de consultoría" y 2,9 millones de euros "otros costos", incluido para los estudios del terreno del edificio. Originalmente, la decisión se tomó en 2009 para tener un costo de 31 millones de euros, aunque esta estimación se elevó a 42,5 millones de euros en 2012. Para cubrir la brecha financiera, los fondos de la reserva de mantenimiento para el Museum Folkwang también se utilizaron indebidamente.
Los costos operativos ascienden a al menos 2 millones de euros en 2016, y la ciudad de Essen subsidia la operación del estadio con 1 500 000 de euros anuales.

### Apertura

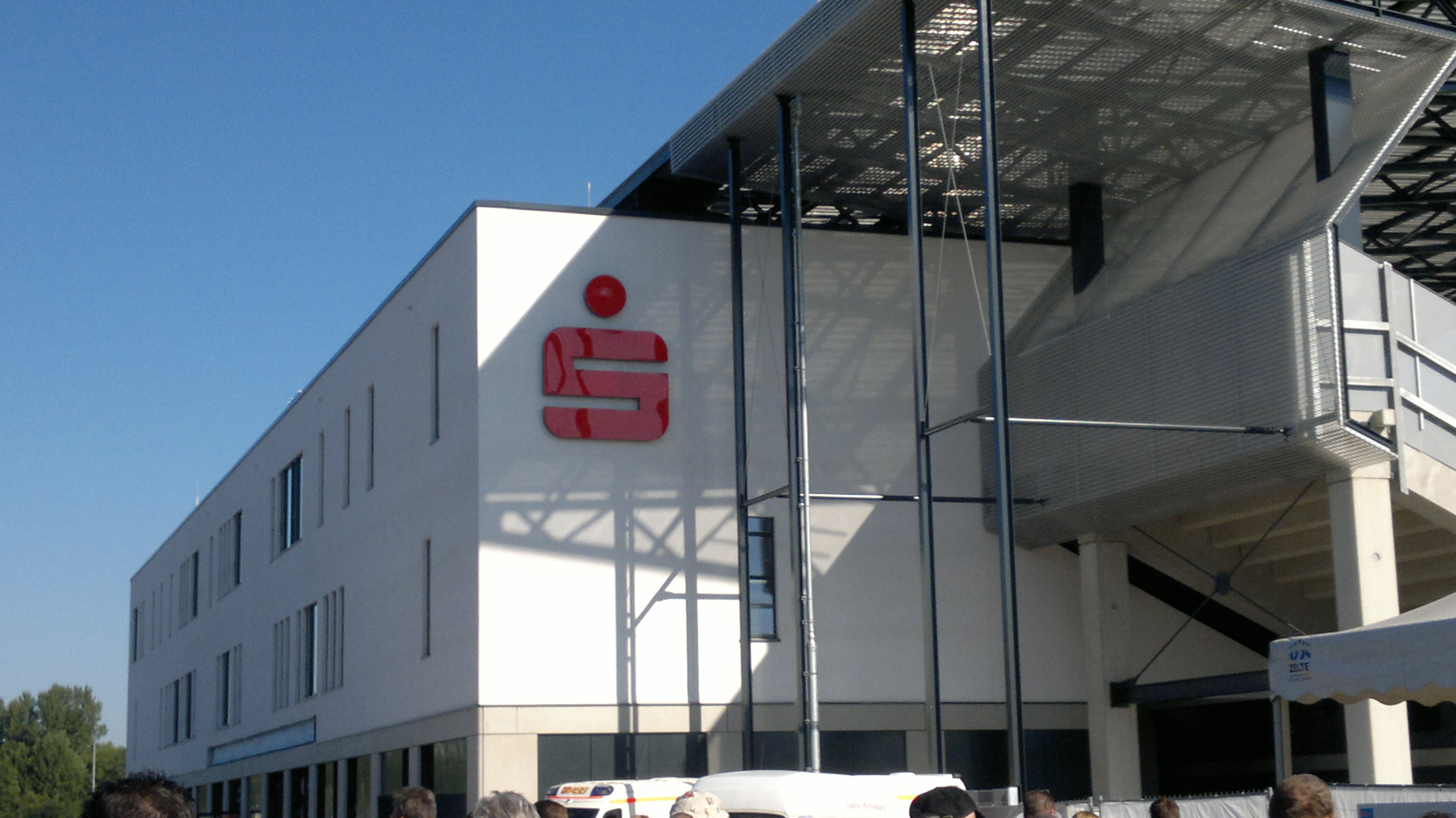
La tribuna principal en el día de la inauguración.

La apertura del nuevo estadio fue el 12 de agosto de 2012, día en el que se suponía que el equipo Rot-Weiss Essen originalmente jugaría contra una selección de fútbol amateur de Essen y los jugadores de SGS Essen contra el 1. FFC Frankfurt. Al final, los juveniles sub-19 del Rot-Weiss Essen jugó contra el equipo sub-19 del Borussia Dortmund. Esto fue seguido por el juego femenino, en el que el equipo de 1. FFC Frankfurt fue cambiado por once jugadoras de Rot-Weiss Essen diez minutos antes del final. Los jóvenes de Rot-Weiss Essen ganaron 3:2, las mujeres de SGS Essen perdieron 0:3 contra el 1. FFC Frankfurt y los hombres de RWE vencieron a las mujeres de SGS 1:0.
Después de la finalización de la última tribuna poco antes del comienzo de la temporada 2013-14, tuvo lugar un partido inaugural entre Rot-Weiss Essen y Werder Bremen (0:2). El estadio completo se abrió frente a 11 513 espectadores el 6 de agosto de 2013.
El estadio se agotó por primera vez con más de 20 000 espectadores el 8 de abril de 2014 durante el partido de semifinales de la Niederrhein-Pokal entre Rot-Weiss Essen y MSV Duisburg.
Durante el juego de Regionalliga West en la 13.ª jornada entre Rot-Weiss Essen y SG Wattenscheid 09, el número de espectadores en el partido fue de 14 415.

### Daños en el verano de 2013
En la noche del viernes 26 de julio de 2013, una tubería de agua se rompió en el sótano de la tribuna principal del estadio de Essen y sumergió todo el piso inferior de unos 1,15 metros. El juego de campeonato de Rot-Weiss Essen contra Viktoria Köln programado para el sábado siguiente tuvo que ser cancelado porque todo el estadio no estaba operativo. Todos los vestuarios y los árbitros, así como la zona mixta y el distribuidor principal de la electricidad del estadio, se encontraban con el piso afectado. Para que el estadio vuelva a funcionar a corto plazo, se instaló un generador diésel detrás de cada tribuna para alimentar la tribuna respectiva y detrás de la tribuna principal había contenedores en los que se alojaban los árbitros y los vestuarios. El daño se estimó en alrededor de 1,5 millones de euros.
En los meses siguientes, se eliminaron todos los revestimientos y pavimentos, y se reemplazaron las tuberías eléctricas y de agua. El sótano de la tribuna principal se puso nuevamente en funcionamiento en marzo de 2014.

## El estadio

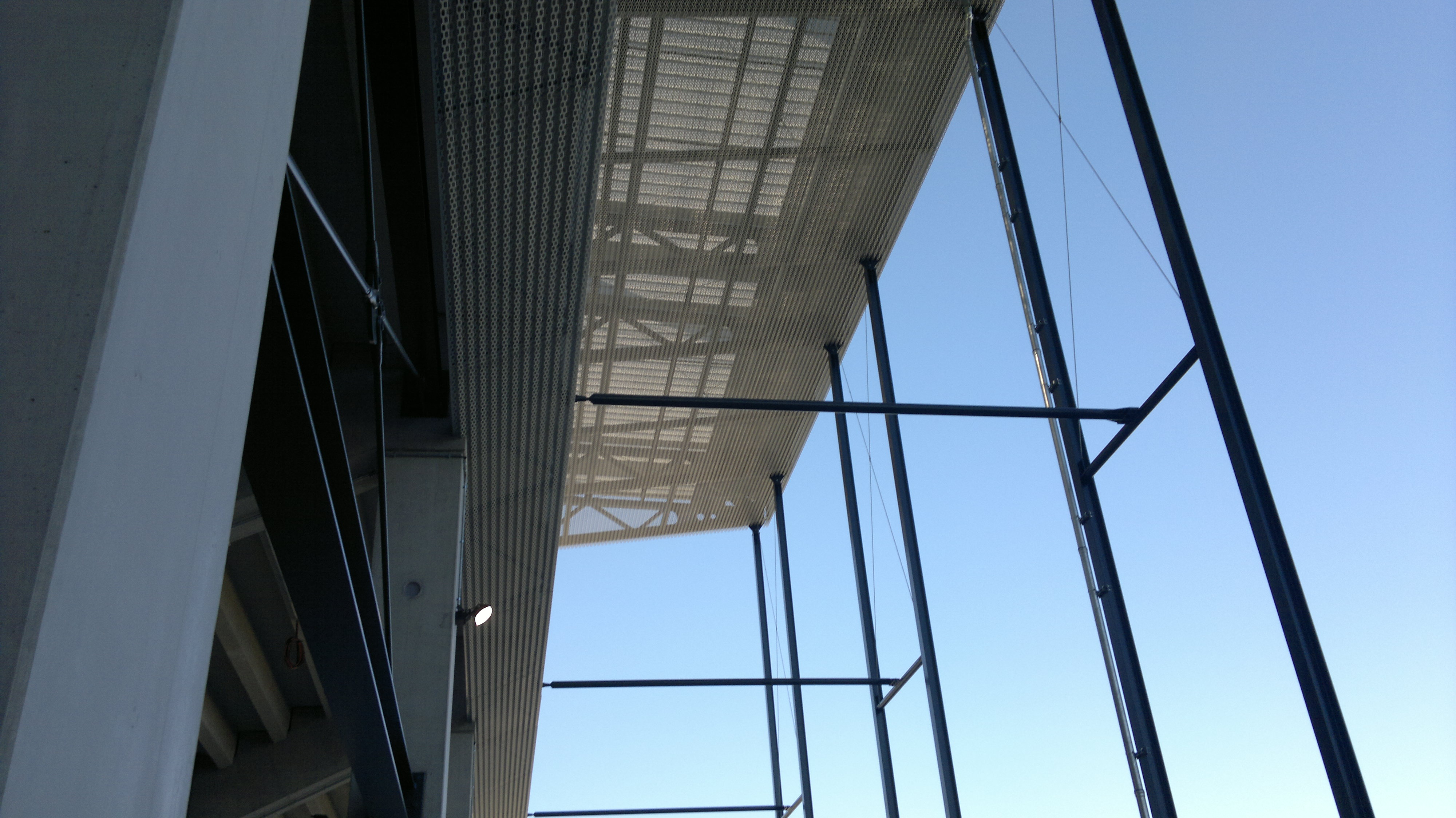
Construcción del techo (exterior).

En la primera etapa de expansión, el estadio es un estadio clásico de un solo nivel con 32 filas de asientos y de pie. Tiene alrededor de 20 000 espectadores y cumple con los requisitos de la Asociación Alemana de Fútbol para la liga regional, la 3. Liga y 2. Bundesliga. También se puede usar para eventos fuera de los juegos normales.
En una segunda etapa de expansión, las esquinas se pueden cerrar y el estadio se puede expandir a una capacidad de 25 000 espectadores. También es posible una tercera etapa de expansión, en la que se colocaría un nivel superior en el estadio para aumentar la capacidad de otros 10 000 espectadores a 35 000 espectadores.
El edificio moderno tiene cuatro pisos: el sótano contiene las áreas de jugador, prensa y almacenamiento del Catering y la zona mixta. La oficina del Rot-Weiss Essen, la tienda de abanicos del club, el comedor Kulturfreunde 97A y otras áreas de cocina y baño se encuentran en la planta baja. En el primer piso solo está el área de negocios Assindia. Las cajas y el área para el presentador del estadio, el personal de seguridad y la policía están en el último y segundo piso.
Hay cuatro baños debajo de cada una de las cuatro tribunas, las que están debajo de la tribuna principal son un poco más pequeños. También hay un quiosco debajo de la tribuna principal. Hay dos quioscos en la tribuna opuesta, la estación de policía y una de las dos ramas del "proyecto de fanáticos de AWO". Las tribunas de la zona visitante tienen tres quioscos y tiene la segunda rama del "proyecto de fanáticos de AWO".
Hay un total de siete taquillas alrededor del estadio, dos de ellas en el lado opuesto, la tribuna visitantes y de casa y una frente al moderno edificio. Además, con la excepción del cálido edificio, el estadio tiene nueve entradas de estadio.

## Hechos y cifras
Todas las cifras se refieren a la primera etapa de expansión.
| Capacidad                                    | Capacidad |
| -------------------------------------------- | --------- |
| Capacidad neta                               | 20 650    |
| Lugares de pie                               | 9040      |
| Asientos                                     | 11 320    |
| En la línea de visión óptima de 90 m         | 19 950    |
| En la máx. línea de visión 190 m             | 700       |
| Invitados de honor                           | 1930      |
| Oficinas comerciales                         | 1100      |
| Número de logias                             | 10        |
| Asientos de palco/invitados de honor         | 290       |
| Lugares de medios                            | 136       |
| Espacios para sillas de ruedas + acompañante | 38 + 38   |

| Plazas de aparcamiento              | Plazas de aparcamiento |
| ----------------------------------- | ---------------------- |
| Árbitro, personal                   | 16                     |
| Furgonetas OB, autobuses del equipo | 5                      |
| V. I. P.                            | 130                    |
| Otros                               | 711                    |
| Autobuses visitantes                | 15                     |
| Vehículos de emergencia             | 1500 m²                |
| Bicicletas                          | 125                    |

| Tribuna y separación de stands | Tribuna y separación de stands |
| ------------------------------ | ------------------------------ |
| Tribuna:                       |                                |
| Número de filas                | 32                             |
| Profundidad del paso           | 90 cm (tribuna de negocios)    |
| Profundidad del paso           | 80 cm (tribuna)                |
| Profundidad del paso           | 40 cm (tribuna lateral)        |
| Distancia al campo             | 8,65 m–10,10 m                 |
| Pendiente de la tribuna        | 20,05°–26,5°                   |
| Tribuna Lodge:                 |                                |
| Número de filas                | 3                              |
| Profundidad del paso           | 90 cm                          |
| Distancia al campo             | 28,5 m                         |